# 107223 Ripero
107223 Ripero è un asteroide della fascia principale. Scoperto nel 2001, presenta un'orbita caratterizzata da un semiasse maggiore pari a 2,8119526 UA e da un'eccentricità di 0,0647080, inclinata di 4,55785° rispetto all'eclittica.